# Marek Rzepka
Marek Rzepka (Płock, 6 januari 1964) is een voormalig profvoetballer uit Polen, die zijn actieve carrière in 1997 beëindigde bij GKS Bełchatów. Hij speelde voornamelijk in de verdediging.

## Clubcarrière
Rzepka speelde negen seizoenen voor Lech Poznań en werd met de Poolse legerclub in totaal driemaal landskampioen.

## Interlandcarrière
Rzepka kwam in totaal vijftien keer (één doelpunt) uit voor de nationale ploeg van Polen in de periode 1991–1993. Hij maakte zijn debuut op 14 augustus 1991 in de vriendschappelijke thuiswedstrijd tegen Frankrijk (1-5). Hij viel in dat duel na 64 minuten in voor Robert Warzycha. Zijn eerste en enige interlandtreffer maakte hij op 9 december 1991 in de vriendschappelijke uitwedstrijd tegen Koeweit (0-2).

## Erelijst
Lech Poznań
- Pools landskampioen

1990, 1992, 1993
- Pools bekerwinnaar

1988
- Poolse Supercup

1990, 1992